# نيك روس (لاعب كرة قدم)
نيك روس (بالإنجليزية: Nick Ross)‏ هو لاعب كرة قدم بريطاني (وحمل سابقاً جنسية المملكة المتحدة لبريطانيا العظمى وأيرلندا) في مركز الدفاع، ولد في 2 يناير 1863 في إدنبرة في المملكة المتحدة، وتوفي في 1894 بسبب سل. لعب مع بريستون نورث إيند ونادي إيفرتون وهارت أوف ميدلوثيان.